# 사파리 재킷

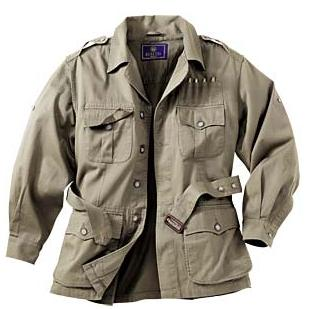
클래식룩의 사파리 자킷

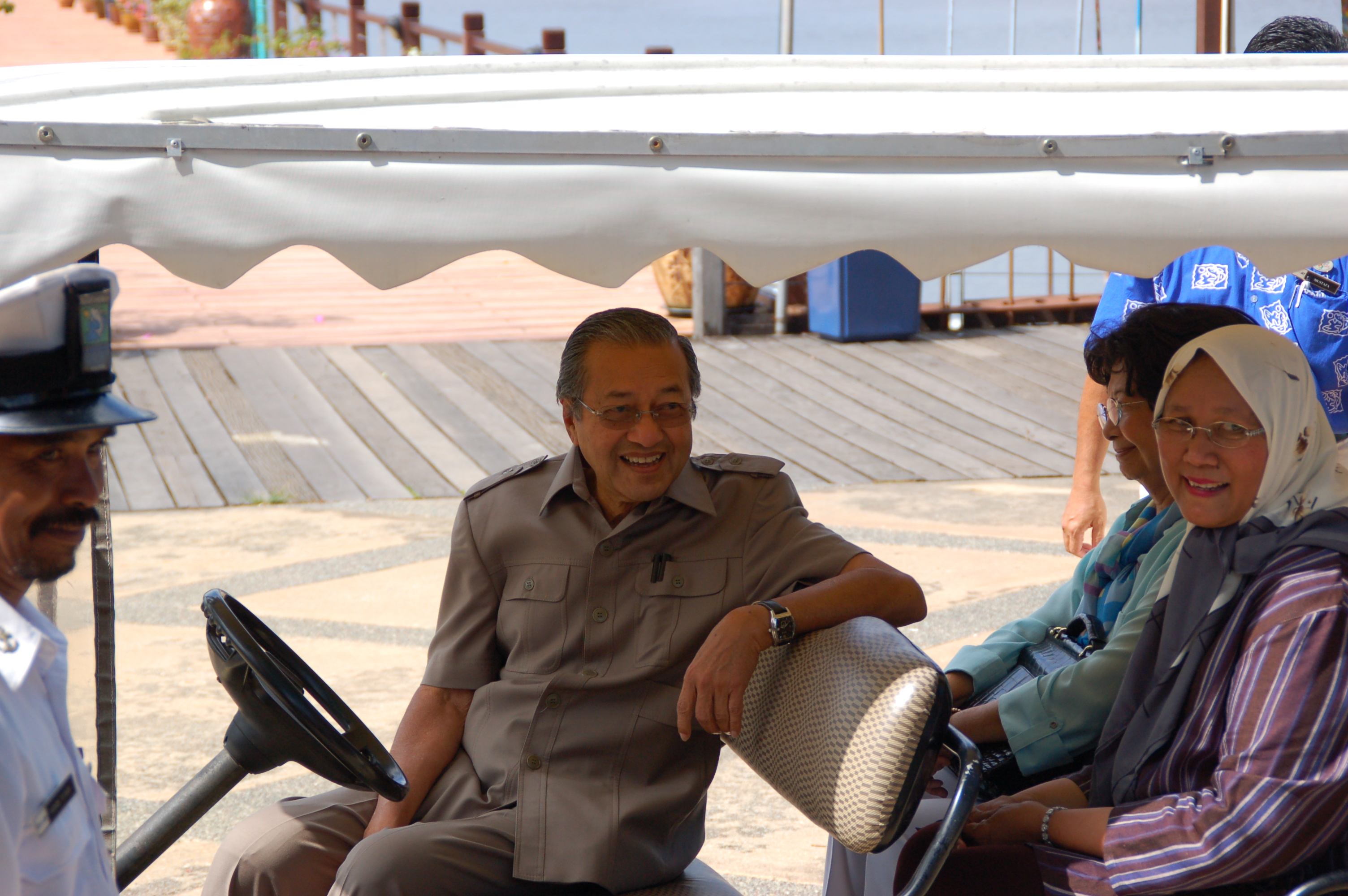
말레이시아의 전 총리 마하티르 빈 모하맛은 그의 사파리 슈트로 유명하다.

사파리 재킷(safari jacket) 또는 부시 재킷(bush jacket)은 원래 아프리카 부시에서 사파리 여행을 목적으로 설계된 의복이다. 바지나 반바지와 짝을 이루어 사파리 슈트가 된다. 사파리 재킷은 일반적으로 가벼운 목화 드릴 또는 가벼운 포플린 재킷으로 전통적으로 카키색이며 셀프 벨트, 견장, 4개 이상의 확장 가능한 벨로우즈 포켓 및 종종 카트리지 고리가 있다.

## 사파리룩
사파리룩(safari look)은 아프리카 맹수 사냥꾼의 복장을 모방한 의상으로 잘 알려진 상의는 벨트를 매는 긴 재킷 또는 셔츠 칼라ㆍ패치 포켓 따위의 활동적인 디자인을 특징으로 현대적으로 재구성된 복장 스타일이다.

## 같이 보기
- 워크웨어